# 김혜영 (1962년)
김혜영(한국 한자: 金惠英, 1962년 5월 9일~)은 대한민국의 희극배우이며, 방송인이다.

## 생애
서울예전 영화학과을 졸업한 후 81년 11월 MBC 문화방송 3기 공채 코미디언으로 정식 데뷔하였다. 수려한 외모 덕에 코미디프로에만 국한되지 않고, 드라마와 영화에도 출연하며 활발한 활동을 하였다. 1987년부터 2020년까지 MBC 표준FM에 싱글벙글쇼를 강석과 함께 단 하루도 거르지 않고 진행하였다. 그의 아버지는 6.25전쟁에 참전했던 예비역 대한민국 육군 상사 출신이다.

## 학력
- 신광여자고등학교 졸업
- 서울예술전문대학 영화과 전문학사 (졸업)

## 작품 활동

### 연기 활동

#### 영화
- 1987년 《팔도주방장》 - 부산 주방장 역
- 1987년 《영웅 돌아오다》 - 조연
- 1991년 《천국의 계단》 - 서영 역
- 1991년 《이맹구의 복숭아 학당》 - 조연
- 1992년 《제로맨 맹구 박사》 - 조연
- 1993년 《첫사랑》 - 영신 동생 역
- 2007년 《저 하늘에도 슬픔이》 - 사회자 역
- 2009년 《오감도》 - 설화 역

#### 텔레비전 드라마
- 《댕기동자》 ... 담임선생님
- 《아하 복동네》
- 《한지붕 세가족》
- 《짝》
- 《시트콤 남자 셋 여자 셋》 ... 카메오 단역
- 《시트콤 점프》 ... 홍석천의 교수 형수 김혜영 역 (카메오 단역)
- 《백년의 유산》 ... 라디오 DJ 역

#### 연극
- 《마당놀이 춘향가》

### 연기 외 활동

#### 연예오락
- KBS1 《퀴즈알쏭달쏭》
- KBS2 《퀴즈탐험 신비의 세계》
- MBC 《웃으면 복이 와요》
- MBC 《일요일 밤의 대행진》
- MBC 《청춘행진곡》
- KBS 《가족오락관》

#### 시사 교양
- EBS1 《최고의 요리비결》 MC
- SBS 《잘먹고 잘사는법》 시골밥상
- SBS 《생활의 달인》 내레이션
- KBS1 《아침마당》 수요일 패널
- KBS1 《다큐공감》 275회 : 낭도의 가을 이야기 - 내레이션
- TV조선 《인생다큐 마이웨이》 내레이션
- JTBC 《다큐 플러스》 153회 : 기억이 꽃피는 집, 치매와 함께 사는 이야기 - 내레이션

#### 라디오
- MBC 표준FM 《싱글벙글쇼》 - (1987년 1월 16일 ~ 2020년 5월 10일)
- KBS 해피FM 《김혜영과 함께》 - (2020년 8월 31일 ~ 2023년 5월 7일)

#### CF
- 1981년 삼양식품 아차바
- 1983년 ~ 1986년, 1989년 동화약품 (까스 활명수, 알파 활명수, 판콜 에이, 헬민 200)
- 1985년 LG생활건강 드봉치약
- 1985년 부광약품 레가론
- 1987년 마니커 화이트 너겟
- 1987년 제일약품 큐파스
- 1987년 빙그레 정들면 (Feat. 김병조)
- 1987년 삼립식품 삼립 잡아라 (Feat. 김정식)
- 1990년 롯데제과 ABC 초콜렛 (MBC 코미디언 식구들로 출연)
- 1995년 CJ대한통운 ("MBC 라디오 - 싱글벙글쇼"의 MC 강석와 함께 출연)
- 1996년 ~ 1997년 구주제약 엘씨 500 ("MBC 라디오 - 싱글벙글쇼"의 MC 강석와 함께 출연)
- 1998년 준실업 영재교실
- 1999년 LG생활건강 죽염우루덱스치약
- 2001년 ~ 2002년 팜한농 삼복꿀수박 ("MBC 라디오 - 싱글벙글쇼"의 MC 강석와 함께 출연)

## 수상 경력
- 1983년 MBC 연기대상 코미디부문 여자 신인상
- 1985년 MBC 연기대상 코미디부문 여자 우수상
- 1988년 MBC 연기대상 코미디부문 여자 최우수상
- 1997년 MBC 브론즈 마우스상
- 2003년 MBC 연기대상 라디오 최우수상 《싱글벙글쇼》
- 2007년 MBC 골든마우스상
- 2009년 제17회 대한민국문화연예대상 TV진행자부문 라디오 진행자상
- 2013년 제50회 저축의 날 국무총리 표창
- 2014년 MBC 방송연예대상 라디오부문 최우수상 《싱글벙글쇼》

## 가족 관계
- 아버지 : 김윤호 (1930년 8월 7일, 경남 하동 ~ 2018년 9월 10일 서울) - 한국전쟁 참전 복무
- 어머니 : 조필순 (1931년 2월 9일 ~ 2011년 10월 16일)
- 배우자 : 양재철 - 前 MBC 기자 / 1988년 결혼
  - 장녀 : 양효진
  - 차녀 : 양효정
- 남매 : 김양수(오빠), 김정한, 김원순, 김혜정, 김서현